# Euloge II d'Alexandrie
Euloge II d'Alexandrie est un patriarche melkite d'Alexandrie vers 1100.

## Contexte
Selon L'Art de vérifier les dates, Euloge II siège vers 1120 et la Bibliothèque des Médicis conserve de lui un traité contre l'hérésie des Bogomiles. C'est tout ce que l'on sait de lui.